# Dwór w Rzepinie
Dwór w Rzepinie – zabytkowy dwór w Rzepinie, w powiecie słubickim na terenie województwa lubuskiego.

## Opis
Pozostałość zabudowań folwarcznych, wzmiankowanych już od 1329, dawna siedziba dzierżawców.
Ściany zewnętrzne wzniesiono z cegły, zaś wewnętrzne – częściowo z cegły, częściowo ryglowe z wypełnieniem ceglanym. Dach wysoki, naczółkowy i mansardowy. Klasycystyczny wygląd elewacji został usunięty podczas remontu w latach 60. XX wieku. Dolna partia poddasza zaadaptowana na cele użytkowe. Więźba dachowa w układzie krokwiowo-jętkowym.